# الطريق الأوروبي E8
الطريق الأوروبي E8 هو طريق أوروبي يمتد من ترومسو بالنرويج إلى توركو في فنلندا. يبلغ طول الطريق 1410 كيلومتر (880 ميل).